# Illatjärnen
Illatjärnen är en sjö i Ovanåkers kommun i Hälsingland och ingår i Ljusnans huvudavrinningsområde. Sjön har en area på 0,0968 kvadratkilometer och ligger 286 meter över havet.

## Delavrinningsområde
Illatjärnen ingår i det delavrinningsområde (682360-149050) som SMHI kallar för Mynnar i Ullångsån. Medelhöjden är 345 meter över havet och ytan är 15,77 kvadratkilometer. Det finns inga avrinningsområden uppströms utan avrinningsområdet är högsta punkten. Vattendraget som avvattnar avrinningsområdet har biflödesordning 4, vilket innebär att vattnet flödar genom totalt 4 vattendrag innan det når havet efter 108 kilometer. Avrinningsområdet består mestadels av skog (93 procent). Avrinningsområdet har 0,3 kvadratkilometer vattenytor vilket ger det en sjöprocent på 1,9 procent.